# 764
764 (DCCLXIV) je bilo prestopno leto, ki se je po julijanskem koledarju začelo na nedeljo.

## Smrti
- Domenico Monegario, beneški dož (* neznano)
- Telec, bolgarski kan (* ok. 731)